# (21642) Kominers
(21642) Kominers (1999 NH41) – planetoida z pasa głównego asteroid okrążająca Słońce w ciągu 3,35 lat w średniej odległości 2,24 j.a. Odkryta 14 lipca 1999 roku.